# أوبن في إس بي لتصميم الطائرات
برنامج أوبن في إس بي (بالإنجليزية: OpenVSP)‏ هو برنامج هندسي مفتوح المصدر طورته وكالة الفضاء الأمريكية ناسا، ويُستخدم في تصميم وتحليل الأشكال الخارجية للطائرات في المراحل الأولى من التصميم الهندسي. يسمح البرنامج للمستخدمين بإنشاء نماذج ثلاثية الأبعاد للطائرات وتعديلها، مع إمكانية تحليل التأثيرات الهوائية المختلفة.

## نبذة تاريخية

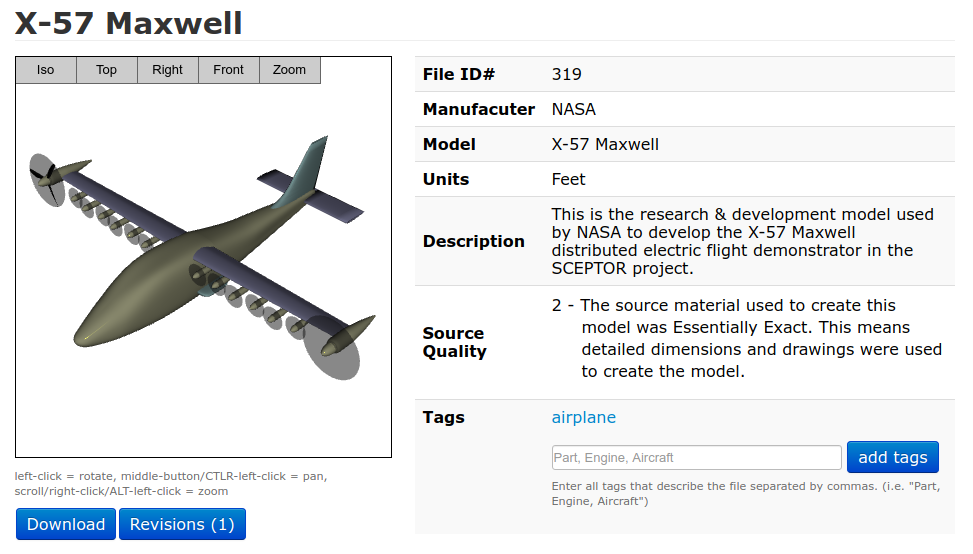
لقطة شاشة للبرنامج

طورت وكالة ناسا البرنامج عام 2012 تلبية لحاجة المهندسين لأداة سهلة الاستخدام تسمح بإنشاء نماذج هندسية دقيقة للطائرات في مراحل التصميم الأولية، حيث يحتاج المصممون إلى مرونة في تعديل الأشكال ومقارنة البدائل المختلفة قبل الانتقال إلى التحليلات المتقدمة.

## مميزات البرنامج
- مفتوح المصدر ومجاني لجميع المستخدمين.
- يدعم تصميم الأجنحة والهياكل والمحركات وأسطح التحكم.
- يوفر أدوات تحليل هوائي باستخدام حزمة (بالإنجليزية: VSPAERO)‏.
- متكامل مع برامج تحليل ديناميكا الموائع الحسابية.
- يدعم التصدير إلى صيغ متعددة مثل STL وSTEP لتسهيل العمل مع برامج التصميم الهندسي الأخرى.

## الاستخدامات
- التصميم الأولي للطائرات في المراحل المفاهيمية.
- تحليل هوائي مبسط لتقييم الأداء الهوائي للطائرة.
- التعليم والتدريب في كليات الهندسة والجامعات المتخصصة في هندسة الطيران.
- تطوير تصاميم مبتكرة للطائرات في الشركات والمؤسسات البحثية.

## الأدوات المرتبطة
- VSPAERO: أداة تحليل هوائي متكاملة مع أوبن في إس بي.
- OpenVSP Connect: أداة تتيح ربط أوبن في إس بي مع برامج تصميم وتحليل هندسية أخرى.

## روابط خارجية
- الموقع الرسمي لبرنامج أوبن في إس بي
- مستودع GitHub الرسمي
- وثائق OpenVSP الرسمية من ناسا